# 藤原興世
藤原 興世（ふじわら の おきよ）は、平安時代初期から前期にかけての貴族。藤原南家巨勢麻呂流、讃岐守・藤原村田の子。官位は従四位上・伊勢守。

## 経歴
阿波掾を経て、文徳天皇が即位した嘉祥3年（850年）に従五位下・右衛門権佐に叙任される。翌嘉祥4年（851年）陸奥守兼常陸権介に任ぜられ地方官に転じる。
清和朝に入り、貞観2年（860年）従五位上・因幡守に叙任されると、貞観10年（868年）のみの刑部大輔を挟んで、阿波権守・紀伊守と主に地方官を歴任する。
陽成朝では出羽守を務め、元慶元年（877年）正五位下に昇叙される。しかし、翌元慶2年（878年）3月に出羽国の夷俘が反乱を起こして秋田城を急襲、城や周辺の官舎・民家を焼き払ったため、興世は出羽権掾の小野春泉と文室有房らを派遣して防戦するが鎮圧できなかった。朝廷は陸奥国・上野国・下野国の各国に援軍として出兵を命じると共に、5月には右中弁・藤原保則を乱鎮圧の責任者として出羽権守に任じる。興世ら出羽国司は軍事に関して保則の指揮に従うように命ぜられた。その後、保則は朝廷の不動穀を賑給するなど懐柔策を取り反乱の鎮撫に成功するが、その際に興世の子である左馬大允・藤原滋実が実際に不動穀を俘囚に配給する役割を務めている。
その後伊勢守に転じ、元慶7年（883年）従四位下、元慶8年（884年）従四位上と陽成朝末から光孝朝にかけて昇進している。寛平3年（891年）7月14日卒去。享年75。

## 官歴
『六国史』による。
- 承和11年（844年） 10月11日：見阿波掾[6]
- 時期不詳：正六位上
- 嘉祥3年（850年） 5月17日：従五位下。8月5日：右衛門権佐
- 嘉祥4年（851年） 2月8日：陸奥守。2月21日：兼常陸権介、陸奥守如元
- 貞観2年（860年） 正月16日：但馬介。2月14日：因幡守。11月16日：従五位上
- 貞観4年（862年） 正月13日：阿波権守
- 貞観10年（868年） 2月17日：刑部大輔
- 貞観11年（869年） 正月13日：兼安芸守。2月16日：紀伊守
- 貞観12年（870年） 12月29日：次侍従
- 時期不詳：出羽守
- 元慶元年（877年） 11月21日：正五位下
- 時期不詳：伊勢守
- 元慶7年（883年） 正月7日：従四位下
- 元慶8年（884年） 11月25日：従四位上
- 寛平3年（891年） 7月14日：卒去[7]

## 系譜
『尊卑分脈』による。
- 父：藤原村田（一説では藤原富士麻呂）
- 母：不詳
- 妻：大中臣実阿の娘
  - 男子：藤原滋実（?-902）
  - 男子：藤原守永
  - 男子：藤原房守
- 生母不詳の子女
  - 男子：藤原上房